# 평해호 침몰 사고
평해호 침몰 사고(平海號沈沒事故)는 1949년 10월 5일 인천에서 강화도로 향하던 평해호(平海號)가 물치도 부근에서 침몰한 사건이다. 이 사고로 70명이 넘는 승객이 희생되었다.

## 사고 경위
1949년의 추석 전날이었던 10월 5일, 2백여 명의 귀향객을 가득 싣고 인천항에서 강화도 사기리로 향하던 개인 소유인 발동기선(일명 똑딱선) 평해호가 운항 도중 물치도에서 100m 떨어진 지점에서 전복되었다. 보도 내용에 의하면, 평해호는 17톤급으로 법정정원이 50명이었으나, 명절을 앞두고 이를 초과한 2백여 명이 승선하였다. 12시 12분에 인천항을 출발한 평해호가 운행 40분 후 작약도 부근에서 전복되어 승객 다수가 바다에 떨어졌고, 이에 놀란 승객들의 혼란으로 다시 뒤집혔다. 이를 뒤따르던 동양기선 소속의 갑제환호가 96명의 승객을 구하였다. 11월 3일 인천지검에서는 승객 중 생존자가 86명, 사망자는 71명이었다고 발표하였다.

## 수색 및 사고 처리
인천수산경찰서에서 현장에 출동하였으나, 사고 지점은 조류가 강한 곳이어서 작업이 어려웠다고 보도되었다.
11월 3일 인천지검에서는 선주와 선장을 업무상과실치사죄로 기소하였다. 12월 9일 진행된 공판에서 담당 검사는 선주와 선장에 대하여 각각 3년의 금고를 구형하였다. 12월 22일 열린 공판에서 선주와 선장에 각각 금고 2년에 집행유예 3년과 금고 2년이 선고되었다.

## 원인 분석 및 논란
해사국(海事局)에서는 정원 초과를 원인으로 추측하였다. 인천수상서에서는 정원 초과와 승객의 혼란을 원인으로 추측하였다. 사고 당시 선장은 만취한 상태였다고 보도되었다. 근본적인 원인으로 선장의 무책임한 태도, 경찰관과 헌병의 불찰, 권한 관계의 불명확 등이 지적되기도 하였다.